# مار موش‌خوار سبز دم‌سرخ
مار موش‌خوار سبز دم‌سرخ (نام علمی: Gonyosoma oxycephalum) نام یک گونه از تیره قمچه‌ماران است.